# Donghu
Donghu (poenostavljeno kitajsko 东胡, tradicionalno kitajsko 東胡, pinjin Dōnghú, Wade–Giles Tung-hu, IPA [tʊ́ŋ.xǔ], dobesedno Vzhodni tujci ali Vzhodni barbari) ali Hu (kitajsko 胡, pinjin Hú, Wade–Giles Hu, IPA: [xǔ]) je bila plemenska zveza nomadskih ljudstev, prvič omenjena v 7. stoletju pr. n. št. Zvezo so leta 150 pr. n. št. uničili Šjongnuji.  Donghuji so bili naseljeni v severenem Hebeju, jugovzhodni Notranji Mongoliji in zahodnem delu Liaoninga, Džilina in Hejlongdžjanga ob pogorjih Janšan in Veliki Hingan.

## Zgodovina
Med etničnimi skupinami severno od Kitajske so se Donghuji prvi razvili v državo in prvi razvili tehnologijo brona. Njihova kultura je bila povezana s kulturo Zgornji Šjadžjan, za katero sta značilna poljedelstvo in živinoreja, dopolnjena z rokodelstvom in umetnostjo obdelave brona. Z uporabo konjenice in bronastega orožja v vojskovanju so Donghuji prevladovali nad Šjongnuji na zahodu.
Zapisi velikega zgodovinarja, napisani okoli 109–91 pr. n. št., v poglavju o zgodovini Šjongnujev omenjajo  Donghuje v obdobju vojvode Vena iz Džina (vladal 697–628 pr. n. št.) in vojvode Muja iz Čina (vladal okoli659–621 pr. n. št.). 
V tem času sta bili Čin in Džin najmočnejši državi na Kitajskem. Vojvoda Ven iz Džina je izgnal barbare Dije in jih pregnal v regijo zahodno od Rumene reke med rekama jun in Luo. Tam so bili znani kot Rdeči Diji in Beli Diji. Kmalu zatem je vojvoda Mu iz Čina s podporo Jov Juja uspel doseči, da se je osem barbarskih plemen na zahodu podredilo njegovi oblasti.
Tako so v tem času v regiji zahodno od Longa živela plemena Mjandžu, Hunrong in Dijuan. Severno od pogorij Či in Liang ter ob rekah Džing in Či so živela plemena Jiču, Vudži in Čujuan. Severno od Džina so bili Linhuji (Gozdni barbari) in Loufani, medtem ko so severno od Jana živeli Donghuji (Vzhodni barbari) in Šanrongi (Gorski barbari), vsak od njih s svojimi poglavarji. Od časa do časa so imeli srečanja sto ali več mož, vendar nobeno pleme ni bilo sposobno združiti drugih pod enotno oblastjo.
Leta 307 pr. n. št. je kralj Vuling iz Džaa (vladal 325-299 pr. n. št.), sodobnik Aleksandra Velikega (356-323 pr. n. št.), reformiral vojsko z uvedbo oblačil Donghujev in lokostrelske konjenice. General Čing Kaj iz države Jan, ki so ga Dongnuji vzeli za talca, je pridobil njihovo spoštovanje in se naučil njihove bojne taktike in jih leta  300 pr. n. št. premagal. Leta 273 pr. n. št. je Dongnuje premagala država Džao. Leta 265 pr. n. št. je Donghuje premagal Li Mu iz Džaa, eden od štirih najvidnejših generalov obdobja vojskujočih se držav, potem ko je ustavil veliko invazijo Šjongnujev. 
Med vladavino šjongnujskega Čanju Tumana (vladal od okoli 220 pr. n. št. do 209 pr. n. št.) so bili "Donghuji zelo močni, cveteli pa so tudi Juedži". Ko je prestolonaslednik Šjongnujev Modu Čanju leta 209 pr. n. št. ubil svojega očeta Tumana in prevzel naziv Čanju, so Donghuji mislili, da se jih Modu boji in zahtevali, da jim za poklon pošlje svoje najboljše konje in celo soprogo. Modu je izpolnil njihovo zahtevo. Ker Donghuji s tem niso bili zadovoljni, so zahtevali še nekaj njegovih ozemelj, kar je Moduja razjezilo. Napadel in premagal je Donghuje, ubil njihovega vladarja, vzel svoje podložnike v ujetništvo in zasegel njihovo živino. Zatem se je obrnil proti zahodu in okoli 177 pr. n. št. napadel in premagal Juedže, kar je povzročilo razpad federacije Donghu. Vuhuani so se preselili na goro Vuhuan in se zapletli v neprekinjeno vojno s Šjongnuji na zahodu in Kitajsko na jugu. Šjanbeji, izčrpani od dolgotrajnih bitk, so ohranili svojo moč z umikom proti severu do gore Šjanbej. Ko je vazalni kralj dinastije Han Lu Van leta 195 pr. n. št. prebegnil k Šjongnujem, so ga Šjongnuji imenovali za kralja Donghuja (東胡王). Kraljevstvo Donghu je trajalo do leta 144 pr. n. št., ko je Lu Vanov vnuk Lu Tadži prebegnil nazaj k dinastiji Han. Prebivalci fevda Vuhuan (Južni Donghuji) so ostali vazali Šjongnujev do leta 121 pr. n. št. Ime Donghu se je postopoma prenehalo uporabljati. V 1. stoletju pr. n. št. so Šjanbeji (Severni Donghuji) premagali Vuhuan in severni Šjongnu ter se razvili v močno državo pod vodstvom njihovega izvoljenega kana Tanšihuaija.
Knjiga Džina, objavljena leta 648, povezuje Donghuje in njihove potomce Šjanbeje z linijo Jovšjong (有熊氏), povezano z Rumenim cesarjem, morda poimenovano po "dedni kneževini" Rumenega cesarja. Ob tem je treba omeniti, da so se zaradi osebnega in nacionalnega prestiža za potomce Rumenega cesarja razglašali tudi številni kitajski vladarji, ki niso bili iz dinastije Han.

## Zapuščina
Donghuji so se  kasneje razdelili na Vuhuane v gorovju Jan in Šjanbeje v pogorju Veliki Higan. Vuhuani so predniki Kumo Šijev, medtem ko so Šjanbeji predniki Kitanov in Mongolov.  Potomci drugih Donghujev so bili pramongolski Rourani.
V preteklosti so tudi učenjaki, kot sta Fan Džuoguaj in Han Fejmu, zmotno domnevali, da Džurčeni (predniki Mandžujev) izvirajo iz Donghujev.
Genetska študija, objavljena v American Journal of Physical Anthropology, je med Šjanbeji in Rourani odkrila očetovsko haploskupino C2b1a1b. To linijo so našli tudi pri Donghujih. Haploskupina C2b1a1b je med Mongoli zelo pogosta.